# Amine El Kass
Amine El Kass (arab. أمين الكاس, ur. 24 lipca 1988 w Ar-Raszidijjdzie) – marokański piłkarz, grający jako defensywny pomocnik.

## Klub

### Początki
Zaczynał karierę w klubie, którego nie ma w bazie Transfermarkt.

### FAR Rabat
1 lipca 2010 roku przeniósł się do FAR Rabat.
W sezonie 2011/2012 (pierwszym w bazie Transfermarkt) zagrał 6 spotkań i strzelił jedną bramkę.

### Olympique Khouribga
14 stycznia 2012 roku przeniósł się do Olympique Khouribga. W tym zespole debiut zaliczył 26 lutego 2012 roku w meczu przeciwko Wydad Casablanca (porażka 3:0). Zagrał całe spotkanie. Łącznie wystąpił w 4 spotkaniach.

### Renaissance Berkane
5 stycznia 2013 roku przeniósł się do Renaissance Berkane. W tym klubie debiut zaliczył tego samego dnia w meczu przeciwko Olympic Safi (wygrana 1:0). Został zmieniony w 89. minucie przez Mehdiego Baltama. Pierwszego gola strzelił 3 dni później w meczu przeciwko Moghreb Tétouan (1:1). Do siatki trafił w 65. minucie. Pierwsze asysty zaliczył 20 kwietnia 2013 roku w meczu przeciwko Raja Beni Mellal (1:3). Asystował przy bramkach w 13. i 40. minucie.
W sezonie 2012/2013 zagrał 14 meczów, strzelił gola i miał dwie asysty.
W sezonie 2013/2014 zagrał 19 spotkań, strzelił dwa gole i miał jedną asystę.
W sezonie 2014/2015 rozegrał 29 meczów, dwa razy strzelił gola i cztery razy asystował.
W kolejnym sezonie zagrał 19 razy i miał dwie asysty.
Sezon 2016/2017 zakończył z 7 meczami w lidze.
Sezon 2017/2018 to 21 meczów w lidze.
W sezonie 2018/2019 rozegrał 24 mecze, strzelił jedną bramkę i miał 6 asyst.
25 meczów w lidze zagrał w sezonie 2019/2020.
W sezonie 2020/2021 rozegrał 22 mecze, strzelił jednego gola i miał dwie asysty.
1 sierpnia 2021 roku odszedł z tego klubu, ale nie znalazł nowego pracodawcy. 31 stycznia 2022 roku zakończył karierę.
Z zespołem z Barkanu zdobył puchar Maroka (2017/2018) oraz Afrykański Puchar Konfederacji (2020).